# 양준모
양준모(1980년 6월 4일 ~ )는 대한민국의 뮤지컬 배우다. 2023년 순천향대학교 공연영상학과 전임교수로 임용되었다.

## 학력
- 한국예술종합학교 음악원 성악과 예술사
- 단국대학교 대중문화예술대학원 뮤지컬 연기 전공 석사
- 국립 노보시비르스크 대학교 국립음악원 성악과 수료

## 출연작

### 뮤지컬
- 《금강》 (2004년) - 농민군장두 전봉준 역
- 《꼭두별초》 (2005년) - 홍학주 역
- 《겨울연가》, 일본 투어 (2006년) - 기억의 신 역
- 《명성황후》 (2006년) - 대원군 역
- 《천사의 발톱》 (2007년) - 짝귀 역
- 《스위니 토드》 (2007년) - 스위니 토드 역
- 《이블데드》 (2008년) - 제이크 역
- 《씨왓아이워너씨》 (2008년) - 회계사/남편/모리토 역
- 《라스트 파이브 이어스》 (2008-2009년) - 제이미 역
- 《바람의 나라》 (2009년) - 해명 역
- 《오페라의 유령》 (2009-2010년) - 팬텀 역
- 《영웅》 (2010-2011년) - 안중근 역
- 《삼총사》 (2011년) - 리슐리외 추기경 역
- 《미녀는 괴로워》, 일본 오사카 (2011년) - 이공학 역
- 《삼총사》 (2011년) - 리슐리외 추기경 역
- 《서편제》 (2012년) - 유봉 역
- 《지킬 앤 하이드》 (2012-2013년) - 지킬/하이드 역
- 《아르센 루팡》 (2013년) - 루팡 역
- 《스칼렛 핌퍼넬》 (2013년) - 쇼블랑 역
- 《공동경비구역 JSA》 (2013년) - 베르사미 역
- 《베르테르》 (2013-2014년) - 알베르트 역
- 《서편제》 (2014년) - 유봉 역
- 《드라큘라》 (2014년) - 반 헬싱 역
- 《레미제라블》, 일본 투어 (2015년) - 장발장 역
- 《레미제라블》 (2015-2016년) - 장발장 역
- 《스위니 토드》 (2016년) - 스위니 토드 역
- 《금강, 1894》 (2016년) - 이명학 역
- 《영웅》 (2017년) - 안중근 역
- 《레미제라블》, 일본 (2017년) - 장발장 역
- 《웃는남자》 (2018년) - 우르수스 역
- 《영웅》 (2019년) - 안중근 역
- 《웃는남자》 (2020년) - 우르수스 역
- 《브로드웨이 42번가》 (2020년) - 줄리안 마쉬 역
- 《미세스 다웃파이어》 (2021년) - 다니엘 역
- 《영웅》(2022년-2023년) - 안중근 역
- 《영웅》(2024년) - 안중근 역

### 오페라
- 《피가로의 결혼》 (2003년) - Il Conte 역
- 《람메르 무어 디 루치아》 (2005년) - Enrico 역
- 《RITA》 (2012년) - 연출
- 《RITA》 (2016년) - 연출, 도니제티 역

### 연극
- 《아일랜드》 (2009년) - 윈스턴 역
- 《마스터 클래스》 (2016년) - 테너 토니 역

### 영화
- 《광해, 왕이 된 남자》 (2012년) - 김주서 역
- 《알투비:리턴투베이스》 (2012년) - 북한편대장 역

### 드라마
- 《KBS 드라마 스페셜 - 원혼》 (KBS2, 2014년) - 문도철 역
- 《시지프스 : the myth》 (JTBC, 2021년) - 최연식 역
- 《마에스트라》 (tvN, 2023년) - 마요섭 역
- 《옥씨부인전》 (JTBC, 2024년~2025년) - 오달성 역 (특별출연)

### 음반
- 《꼭두별초 OST》 (2006년) - 뮤지컬 앨범
- 《천사의 발톱 OST》 (2007년) - 뮤지컬 앨범
- 《오페라의 유령 OST》 (2009년) - 뮤지컬 앨범
- 《내 영혼 바람되어》 (2010년) - 아트팝 앨범
- 《The GIFT》 (2014년) - 정규 앨범

## 수상
- 2007년 KBS 신작가곡 경연대회 1등
- 2012년 제1회 서울뮤지컬페스티벌 예그린어워드 연기예술부문 남우조연상
- 2014년 제8회 더 뮤지컬 어워즈 남우조연상
- 2017년 제6회 예그린뮤지컬어워드 남우주연상 《영웅》